# 交通部中央氣象署臺灣南區氣象中心
交通部中央氣象署臺灣南區氣象中心為交通部中央氣象署一級內部單位。

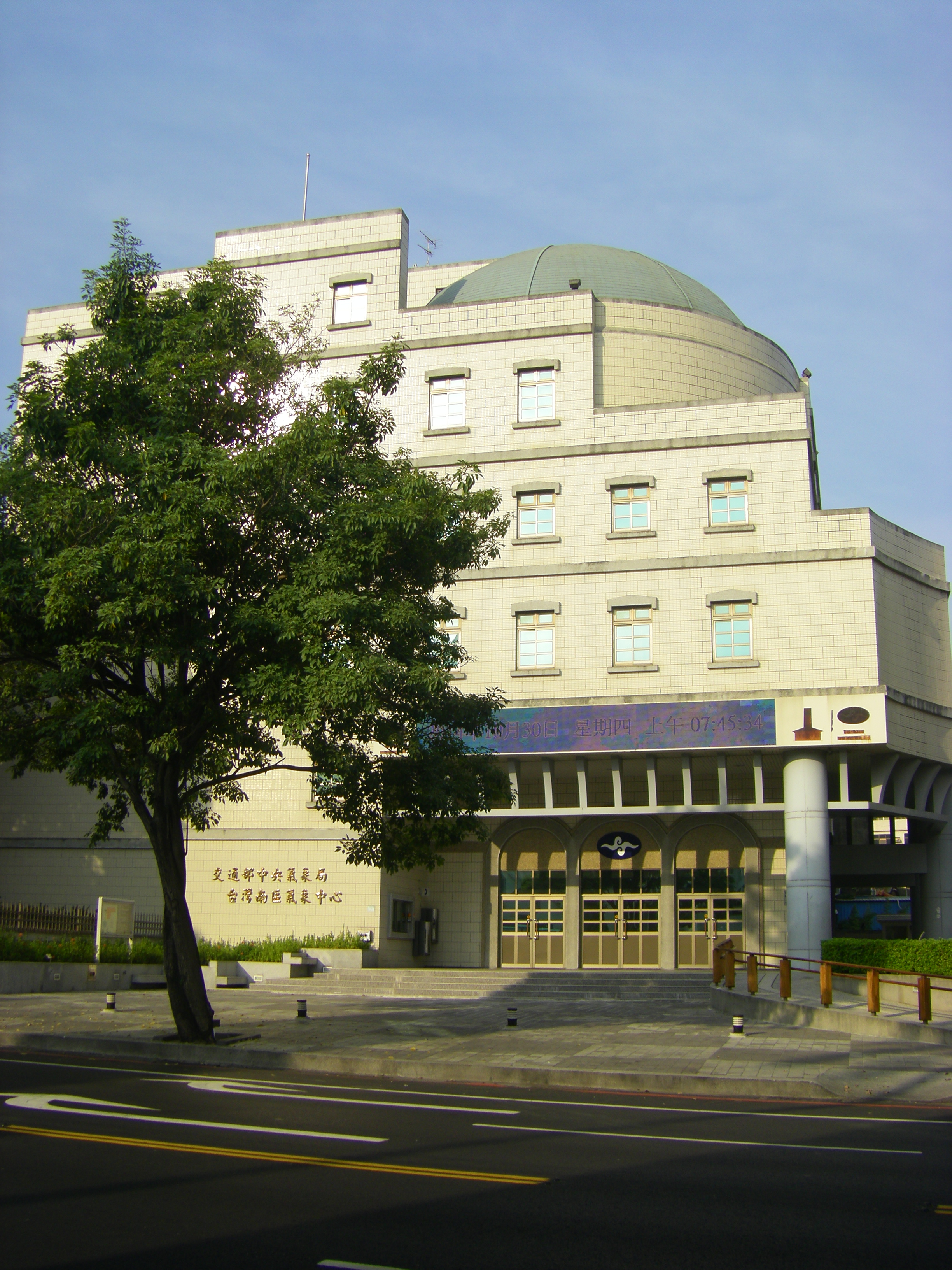

## 歷史沿革
為提昇臺灣南部地區氣象服務品質、並加強臺灣南部地區地震及氣象監測能力，交通部中央氣象局決定於台南氣象站臺南市原址興建「交通部中央氣象署(昔日叫中央氣象局)臺灣南區氣象中心」，台南氣象站觀測業務於民國87年（1998年）5月1日配合暫時搬遷至臺南縣永康市鹽行之氣象站；同年，中央氣象局在台南市原址興建一棟地下二層、地上七層的台灣南區氣象中心。這所兼具氣象教育功能的氣象中心於民國90年（2001年）3月16日成立、同年11月16日正式啟用。

## 組織
- 主任
  - 副主任
    - 簡任技正
      - 測報應用科
        - 1.臺灣南部地區各氣象站相關資料之彙整及區域作業支援。
        - 2.臺灣南部地區之氣象測報資訊服務、災防聯繫等作業支援。
        - 3.臺南市氣象觀測、資料校核、監測通報、統計與保存，及設施之初級維護。

      - 氣象推廣科  
        - 1.氣象展示場之規劃、發展、維運及管理。
        - 2.臺灣南部地區氣象、地震、天文、海象知識與相關防災常識之推廣及宣導。

      - 系統維運科
        - 1.臺灣南部地區各雷達站相關資料之彙整及區域作業支援。
        - 2.本署資料收集、數值模式計算處理、監測分析、預報執行等業務之作業備援基地規劃與管理。

      - 服務事務科  
        - 1.原台南測候所之國定古蹟管理、維護。
        - 2.氣象資料供應及各項氣象服務業務。
        - 3.庶務機電維護管理。

## 外部連結
- 中央氣象署南區氣象服務 （页面存档备份，存于）
- Weather 古都好天氣-臺灣南區氣象中心的Facebook專頁